# Phrynium macrocephalum
Phrynium macrocephalum là một loài thực vật có hoa trong họ Marantaceae. Loài này được K.Schum. miêu tả khoa học đầu tiên năm 1889.